# Agustín Aranzábal
Agustín Aranzábal Alkorta (San Sebastian, 15 maart 1973) is een voormalig Spaans profvoetballer. Hij speelde als verdediger bij Real Zaragoza en Real Sociedad.

## Clubvoetbal
Via de lokale clubs Vergara (1984-1987) en Easo (1987-1991) kwam Aranzábal bij de jeugd van Real Sociedad. In het seizoen 1992/1993 debuteerde hij voor het eerste elftal in de Primera División en vanaf het seizoen 1994/1995 was de verdediger een vaste waarde. In 2003 behaalde Aranzábal met La Real de tweede plaats in de competitie achter kampioen Real Madrid. In het seizoen 2003/2004 speelde hij met Real Sociedad in de UEFA Champions League, maar in de competitie vielen de resultaten tegen. Aranzábal vertrok daarom in 2004 naar Real Zaragoza. In zijn eerste seizoen kwam de verdediger nog regelmatig aan spelen toe. Na slechts negen competitiewedstrijden te hebben gespeeld in het seizoen 2005/2006, kwam Aranzábal in het seizoen 2006/2007 niet verder dan een invalbeurt tegen Recreativo Huelva op de slotspeeldag. Hij besloot daarom in juni 2007 te stoppen als profvoetballer.

### Statistieken
| seizoen | club          | land   | competitie       | wed. | goals |
| ------- | ------------- | ------ | ---------------- | ---- | ----- |
| 1992/93 | Real Sociedad | Spanje | Primera División | 1    | 0     |
| 1993/94 | Real Sociedad | Spanje | Primera División | 3    | 0     |
| 1994/95 | Real Sociedad | Spanje | Primera División | 33   | 0     |
| 1995/96 | Real Sociedad | Spanje | Primera División | 38   | 0     |
| 1996/97 | Real Sociedad | Spanje | Primera División | 37   | 1     |
| 1997/98 | Real Sociedad | Spanje | Primera División | 19   | 1     |
| 1998/99 | Real Sociedad | Spanje | Primera División | 37   | 1     |
| 1999/00 | Real Sociedad | Spanje | Primera División | 31   | 1     |
| 2000/01 | Real Sociedad | Spanje | Primera División | 29   | 1     |
| 2001/02 | Real Sociedad | Spanje | Primera División | 37   | 0     |
| 2002/03 | Real Sociedad | Spanje | Primera División | 32   | 0     |
| 2003/04 | Real Sociedad | Spanje | Primera División | 24   | 0     |
| 2004/05 | Real Zaragoza | Spanje | Primera División | 20   | 0     |
| 2005/06 | Real Zaragoza | Spanje | Primera División | 9    | 0     |
| 2006/07 | Real Zaragoza | Spanje | Primera División | 1    | 0     |

## Nationaal elftal
Aranzábal was tevens international. Hij speelde 28 interlands voor het Spaans nationaal elftal. Zijn debuut was op 7 juni 1995 tegen Armenië. Op 30 april 2003 speelde Aranzábal tegen Ecuador zijn laatste interland. Hij behoorde tot de Spaanse selectie voor het WK 1998 in Frankrijk en het EK 2000 in Nederland en België. Aranzábal nam met het Spaans olympisch voetbalelftal deel aan de Olympische Spelen in Atlanta, Verenigde Staten, waar de ploeg van bondscoach Javier Clemente in de kwartfinale met 4-0 verloor van Argentinië, mede door een eigen doelpunt van Aranzábal.
1 Mora ·
2 Mendieta ·
3 Aranzábal ·
4 Navarro ·
5 Santi ·
6 Óscar ·
7 Raúl ·
8 Roberto ·
9 Corino ·
10 Ignacio ·
11 Idiakez ·
12 Karanka ·
13 Aizkorreta ·
14 Morientes ·
15 De la Peña ·
16 Lardín · 
17 Sietes ·
18 Dani ·
Coach: Clemente
1 Zubizarreta  ·
2 Ferrer ·
3 Aranzábal ·
4 Alkorta ·
5 Abelardo ·
6 Hierro ·
7 Morientes ·
8 Guerrero · 
9 Pizzi ·
10 Raúl ·
11 Alfonso ·
12 Sergi Barjuán ·
13 Cañizares ·
14 Campo ·
15 Aguilera ·
16 Celades ·
17 Etxeberria ·
18 Amor ·
19 Kiko ·
20 Nadal ·
21 Enrique ·
22 Molina ·
Coach: Clemente
1 Cañizares ·
2 Salgado ·
3 Aranzábal ·
4 Guardiola ·
5 Abelardo ·
6 Hierro  ·
7 Helguera ·
8 Fran ·
9 Munitis ·
10 Raúl ·
11 Alfonso ·
12 Sergi Barjuán ·
13 Casillas ·
14 Gerard ·
15 Engonga ·
16 Mendieta ·
17 Etxeberria ·
18 Jémez ·
19 Velasco ·
20 Urzaíz ·
21 Valerón ·
22 Molina ·
Coach: Camacho